# The “5” Royales
The “5” Royales waren eine US-amerikanische R&B-Band, die in den 1950ern eine Reihe von Hits hatten. Einige ihrer Stücke wurden jedoch vor allem in den Versionen anderer Musiker bekannt, etwa Dedicated to the One I Love (The Shirelles, The Mamas and the Papas), Tell the Truth (Ray Charles) und Think  (James Brown).
Die Royales kombinierten Gospel, Jump Blues und Doo Wop, womit sie zu Wegbereitern des Soul wurden. James Brown formte seine erste Band nach dem Vorbild der Royales, und Eric Clapton ebenso wie Steve Cropper zählen Lowman Pauling, den Gitarristen und Songschreiber der Royales, zu ihren Vorbildern.

## Bandgeschichte
1942 wurde in Winston-Salem, North Carolina, das Gospel-Quintett The Royal Sons gegründet. 1951 erhielten sie einen Plattenvertrag bei Apollo Records, jedoch als R&B-Band im Stile der Dominoes oder der Orioles. Für die Plattenaufnahmen änderten sie ihren Namen in The Royals. Zu dieser Zeit bestand die Gruppe aus Lowman Pauling (Gesang, Gitarre, Songwriting), Johnny Tanner (Leadsänger), Jimmy Moore, Johnny Holmes, Obadiah „Scoop“ Carter und Otto „Jeff“ Jeffries.
Da es bereits andere Gruppen mit dem gleichen Namen gab, nannten sie sich schließlich The “5” Royales. Die Anführungszeichen deuten an, dass es sich in Wirklichkeit um ein Sextett handelte, auch wenn Johnny Holmes aus religiöser Überzeugung nicht an den R&B-Aufnahmen beteiligt war. Die Gruppe machte zunächst auch noch Gospel-Aufnahmen unter dem ursprünglichen Namen The Royal Sons. Als sich jedoch die R&B-Aufnahmen zu Hits entwickelten, gab es nur noch The “5” Royales.
Bis Februar 1954 hatten die Royales mehrere Top-Ten-Hits in den R&B-Charts, davon zwei auf Platz 1: Baby Don’t Do It und Help Me Somebody.  Mitte 1954 wechselte die Gruppe zu King Records. Mittlerweile gehörte auch Johnny Tanners Bruder Eugene dazu. Doch der Erfolg ließ nach. Erst 1957 gelang den Royales mit Thirty Second Lover wieder ein R&B-Top-Ten-Erfolg, und im gleichen Jahr schaffte es Think sogar in die Pop-Charts (Platz 66).
1960 endete die Zusammenarbeit mit King Records. Trotz weiterer Aufnahmen bei anderen Labels blieben die Royales ohne weitere Erfolge und lösten sich Mitte der 1960er auf.
2011 veröffentlichte Steve Cropper mit vielen bekannten Musikern – darunter Steve Winwood, B. B. King, Lucinda Williams, Bettye LaVette, Shemekia Copeland u. a. – das Tributealbum Dedicated ausschließlich mit Titeln der Royales.

## Diskografie (Singles)
| Jahr | Titel Album                    | Höchstplatzierung, Gesamtwochen, AuszeichnungChartplatzierungen (Jahr, Titel, Album, Platzierungen, Wochen, Auszeichnungen, Anmerkungen) | Höchstplatzierung, Gesamtwochen, AuszeichnungChartplatzierungen (Jahr, Titel, Album, Platzierungen, Wochen, Auszeichnungen, Anmerkungen) | Anmerkungen                                                                 |
| Jahr | Titel Album                    | US | R&B | Anmerkungen                                                                 |
| ---- | ------------------------------ | --- | --- | --------------------------------------------------------------------------- |
| 1952 | Baby Don’t Do It               | — | R&B1 (… Wo.)R&B | Apollo (#441) Erstveröffentlichung: September 1952 B-Seite: Take All of Me  |
| 1953 | Help Me Somebody               | — | R&B1 (… Wo.)R&B | Apollo (#446) Erstveröffentlichung: April 1953 B-Seite: Crazy, Crazy, Crazy |
| 1953 | Crazy, Crazy, Crazy            | — | R&B5 (… Wo.)R&B | B-Seite von Help Me Somebody                                                |
| 1953 | Too Much Lovin’ (Much To Much) | — | R&B4 (… Wo.)R&B | Apollo (#448) Erstveröffentlichung: Juli 1953 B-Seite: Laundromat Blues     |
| 1954 | I Do                           | — | R&B6 (… Wo.)R&B | Apollo (#452) Erstveröffentlichung: Januar 1954 B-Seite: Good Things        |
| 1957 | Tears of Joy                   | — | R&B9 (… Wo.)R&B | King (#5032) Erstveröffentlichung: März 1957 B-Seite: Thirty Second Lover   |
| 1957 | Think                          | US66 (12 Wo.)US | R&B9 (… Wo.)R&B | Erstveröffentlichung: Mai 1957 B-Seite: I’d Better Make a Move              |
| 1961 | Dedicated to the One I Love    | US81 (4 Wo.)US | — | King (#5032) Erstveröffentlichung: Januar 1961 B-Seite: The Miracle of Love |

### Apollo Records (1952–1954)
- You Know I Know / Courage to Love (Apollo 441) (9/52)
- I Want to Thank You / All Righty! (Apollo 450) (10/53)
- Cry Some More / I Like It Like That (Apollo 454) (4/54)
- What’s That / Let Me Come Back Home (Apollo 458) (7/54)
- Six O’Clock in the Morning / With All Your Heart (Apollo 467) (1/55)

### King Records(1954–1960)
- I’m Gonna Run It Down / Behave Yourself (King 4740) (8/54)
- Monkey Hips and Rice / Devil With the Rest (King 4744) (10/54)
- One Mistake / School Girl (King 4762) (12/54)
- Every Dog Has His Day / You Didn’t Learn It at Home (King 4770) (1/55)
- I Need Your Lovin’ Baby / When I Get Like This (King 4806) (6/55)
- Women About to Make Me Go Crazy / Do Unto You (King 4819) (8/55)
- Someone Made You for Me / I Ain’t Getting Caught (King 4830) (10/55)
- Right Around the Corner / When You Walked In Thru the Door (King 4869) (1/56)
- My Wants for Love / I Could Love You (King 4901) (2/56)
- Come On and Save Me / Get Something Out of It (King 4952) (7/56)
- Just as I Am / Mine Forever More (King 4973) (10/56)
- Say It / Messin’ Up (King 5082) (10/57)
- Dedicated to the One I Love / Don’t Be Ashamed (King 5098) (12/57)
- Do The Cha Cha Cherry / The Feeling Is Real (King 5131) (4/58)
- Tell the Truth / Double or Nothing (King 5141) (6/58)
- Don’t Let It Be Vain / The Slummer the Slum (King 5153) (10/58)
- The Real Thing / Your Only Love (King 5162) (11/58)
- Miracle of Love / I Know It’s Hard But It’s Fair (King 5191) (3/59)
- Tell Me You Care / Wonder Where Your Love Has Gone (King 5237) (7/59)
- It Hurts Inside / My Sugar Sugar
- I’m With You / Don’t Give Me No More Than You Can Take (King 5329) (3/60)
- Why / (Something Moves Me) Within My Heart (King 5327) (6/60)